# Четвёртая война (фильм)
«Четвёртая война» (англ. The Fourth War) — американский триллер режиссёра Джона Франкенхаймера. Премьера в США состоялась 23 марта 1990 года.

## Сюжет
Действие происходит в 1988 году на границе ЧССР и ФРГ. Немцев охраняют американцы, чехов охраняют советские военные. Однажды к американским пограничникам приезжает новый начальник полковник Ноулс. Ноулс в армии считался слишком деятельным, видимо сказался вьетнамский синдром, поэтому начальство решило его отправить на службу в тихое местечко. На новом месте службы Ноулс застроил всех своих подчинённых, но вскоре у него появляется новый враг.
Во время патрулирования Ноулс и его солдаты видят, как чехословацкие пограничники перехватывают пытающегося сбежать через границу диссидента. Когда узник совести уже почти вырвался на свободу, появляется советский вертолёт, который отсекает беглеца от границы и вынуждает собравшихся было на помощь американцев отступить. На глазах у Ноулса беглеца убивают чехословацкие военные. Прилетевший на вертолёте советский полковник Валачёв делает им за это выговор, но в глазах Ноулса он уже выглядит кровожадным извергом. Вражда начинается сразу же. В первом сражении — метании снежков друг в друга победу одерживает Валачёв. Уязвлённый Ноулс объявляет коммунистам войну и начинает совершать одиночные вылазки на территорию ЧССР и совершать различные диверсии, похожие на мелкое хулиганство — порча военного оборудования, нападение на советских солдат и принуждение их поздравлять Ноулса с днём рождения. Валачёв не остаётся в долгу. В отместку он взрывает служебную машину американца, а затем публично унижает его перед его подчинёнными и немцами, оскорбляя женщину и не давая ему вступиться за неё. В итоге все эти взаимные каверзы чуть не приводят к противостоянию двух армий. Двое командиров устраивают кулачный бой насмерть в нейтральной полосе, ничья не берёт до тех пор, пока оба драчуна не обнаруживают, что их солдаты и техника стоят друг против друга, готовые открыть огонь. Опомнившись, смущённые полковники возвращаются на свои территории.

## В ролях
- Рой Шайдер — полковник Джек Ноулс
- Юрген Прохнов — полковник Валачёв